# Формат газеты
Формат газеты определяет размеры (ширину и высоту) нераскрытой газеты, то есть одной её страницы. Формат всего печатного листа, таким образом, определяется умножением ширины газеты надвое.

## Форматы

### В СССР и России
В СССР, а позднее и в России размер газет традиционно определялся ГОСТ 9254, в соответствии с которым установлены три формата, идентичных ISO 216:
- A2: 420×594 мм
- A3: 297×420 мм
- A4: 210×297 мм

Кроме этого стандарт допускает также размеры 297×440, 297×452, 420×578, 289×420, 210×289 мм. По техническим причинам возможно округление 594 до 595 или 600 мм.
В СССР формат газеты часто зависел от тематики и статуса, таким образом:
- A2 — большинство центральных («Правда», «Известия»), республиканских, краевых, областных общеполитических и отраслевых газет, многие молодёжные и некоторые крупнейшие городские газеты;
- A3 — отдельные центральные газеты («Неделя»), часть молодёжных, все детские (например,  «Пионерская правда»), а также все районные и большинство городских газет;
- A4 — колхозные, некоторые фабричнозаводские и учрежденческие газеты и т. п., в том числе, например, популярный в СССР еженедельник «Футбол-Хоккей».

В России также распространен нестандартный формат газет 29×35 см (бесплатные газеты «Метро», «Москва вечерняя», районные муниципальные газеты)

### В западных странах
В Германии размеры газет определены стандартом DIN 16604 (1973 год), до этого существовало около 60 разных форматов.
| Большие                              | Большие                         |
| Формат                               | Размеры (ширина × длина), мм    |
| ------------------------------------ | ------------------------------- |
| Широкий формат (Broadsheet)          | 375×600                         |
| Нордический формат                   | 400×570                         |
| Рейнский формат                      | 350×510                         |
| Рейнский формат                      | 350×520                         |
| Рейнский формат                      | 360×530                         |
| Швейцарский формат; «Format NZZ»     | 320×475                         |
| Берлинер                             | 315×470                         |
| Малые                                |                                 |
| Полунордический формат («Tabloid»)   | 235×315 или 285×400             |
| Полурейнский формат («Tabloid»)      | (255—265)×(365—370) или 260×325 |
| Полуберлинский формат                | (230—240)×(310—320)             |
| Полуширокий формат (Half Broadsheet) | 300×375                         |
| Полушвейцарский формат               | 240×330                         |
| Таблоид экстра (Tabloid Extra)       | 305×457                         |
| Особые                               |                                 |
| Asahi Shimbun (Япония)               | 405×455                         |
| Le Figaro (Франция)                  | 425×600                         |
| New York Times (США)                 | 390×585                         |